# Paryż-Nicea 2013
71. edycja wyścigu kolarskiego Paryż-Nicea odbyła się w dniach 3-10 marca 2013 roku. Trasa liczyła osiem etapów, o łącznym dystansie 1174 km. Wyścig figurował w rankingu światowym UCI World Tour 2013.
W wyścigu nie startował żaden z Polaków.

## Uczestnicy
Na starcie wyścigu stanęły dwadzieścia trzy drużyny. Wśród nich znalazło się dziewiętnaście ekip UCI World Tour 2013 oraz cztery inne zaproszone przez organizatorów. Każda z drużyn wystawiła po ośmiu kolarzy, dzięki czemu w całym wyścigu wystartowało 184 zawodników.
| Numery  | Kod | Drużyna                 |
| ------- | --- | ----------------------- |
| 1-8     | SKY | Sky Procycling          |
| 11-18   | VCD | Vacansoleil-DCM         |
| 21-28   | MOV | Movistar Team           |
| 31-38   | BLA | Blanco Pro Cycling Team |
| 41-48   | EUS | Euskaltel-Euskadi       |
| 51-58   | RTL | RadioShack-Leopard      |
| 61-68   | LAM | Lampre-Merida           |
| 71-78   | LTB | Lotto-Belisol           |
| 81-88   | OGE | Orica-GreenEDGE         |
| 91-98   | FDJ | FDJ                     |
| 101-108 | BMC | BMC Racing Team         |
| 111-118 | ALM | Ag2r-La Mondiale        |

| Numery  | Kod | Drużyna                     |
| ------- | --- | --------------------------- |
| 121-128 | TST | Team Saxo-Tinkoff           |
| 131-138 | SOJ | Sojasun                     |
| 141-148 | GRS | Garmin-Sharp                |
| 151-158 | AST | Pro Team Astana             |
| 161-168 | EUC | Team Europcar               |
| 171-178 | OPQ | Omega Pharma-Quick Step     |
| 181-188 | KAT | Team Katusha                |
| 191-198 | COF | Cofidis                     |
| 201-208 | CAN | Cannondale Pro Cycling Team |
| 211-218 | ARG | Argos-Shimano               |
| 221-228 | IAM | IAM Cycling                 |

## Etapy
| Etap   | Data     | Start - Meta                              | km      | Typ | Zwycięzca etapu  | Lider           |
| ------ | -------- | ----------------------------------------- | ------- | --- | ---------------- | --------------- |
| Prolog | 3 marca  | Houilles                                  | 2,9 ITT |     | Damien Gaudin    | Damien Gaudin   |
| 1.     | 4 marca  | Saint-Germain-en-Laye > Nemours           | 195     |     | Nacer Bouhanni   | Nacer Bouhanni  |
| 2.     | 5 marca  | Vimory > Cérilly                          | 200,5   |     | Marcel Kittel    | Elia Viviani    |
| 3.     | 6 marca  | Châtel-Guyon > Brioude                    | 170,5   |     | Andrew Talansky  | Andrew Talansky |
| 4.     | 7 marca  | Brioude > Saint-Vallier                   | 199,5   |     | Michael Albasini | Andrew Talansky |
| 5.     | 8 marca  | Châteauneuf-du-Pape > La Montagne de Lure | 176     |     | Richie Porte     | Richie Porte    |
| 6.     | 9 marca  | Manosque > Nicea                          | 220     |     | Sylvain Chavanel | Richie Porte    |
| 7.     | 10 marca | Nicea > Col d'Èze                         | 9,6 ITT |     | Richie Porte     | Richie Porte    |

### Prolog - 03.03: Houilles, 2,9 km
| # | Zawodnik         | Zespół | Czas   |
| - | ---------------- | ------ | ------ |
| 1 | Damien Gaudin    | EUC    | 3' 37" |
| 2 | Sylvain Chavanel | OPQ    | + 1"   |
| 3 | Lieuwe Westra    | VCD    | + 1"   |

| # | Zawodnik         | Zespół | Czas   |
| - | ---------------- | ------ | ------ |
| 1 | Damien Gaudin    | EUC    | 3' 37" |
| 2 | Sylvain Chavanel | OPQ    | + 1"   |
| 3 | Lieuwe Westra    | VCD    | + 1"   |

### 1 etap - 04.03: Saint-Germain-en-Laye > Nemours, 195 km
| # | Zawodnik            | Zespół | Czas       |
| - | ------------------- | ------ | ---------- |
| 1 | Nacer Bouhanni      | FDJ    | 4h 47' 24" |
| 2 | Alessandro Petacchi | LAM    | + 0"       |
| 3 | Elia Viviani        | CAN    | + 0"       |

| # | Zawodnik         | Zespół | Czas       |
| - | ---------------- | ------ | ---------- |
| 1 | Nacer Bouhanni   | FDJ    | 4h 51' 01" |
| 2 | Damien Gaudin    | EUC    | + 1"       |
| 3 | Sylvain Chavanel | OPQ    | + 1"       |

### 2 etap - 05.03: Vimory >  Cérilly, 200,5 km
| # | Zawodnik      | Zespół | Czas       |
| - | ------------- | ------ | ---------- |
| 1 | Marcel Kittel | ARG    | 5h 42' 18" |
| 2 | Elia Viviani  | CAN    | + 0"       |
| 3 | Leigh Howard  | OGE    | + 0"       |

| # | Zawodnik         | Zespół | Czas        |
| - | ---------------- | ------ | ----------- |
| 1 | Elia Viviani     | CAN    | 10h 33' 11" |
| 2 | Sylvain Chavanel | OPQ    | + 7"        |
| 3 | Damien Gaudin    | EUC    | + 8"        |

### 3 etap - 06.03: Châtel-Guyon > Brioude, 170,5 km
| # | Zawodnik         | Zespół | Czas       |
| - | ---------------- | ------ | ---------- |
| 1 | Andrew Talansky  | GRS    | 4h 06' 15" |
| 2 | Davide Malacarne | EUC    | + 0"       |
| 3 | Gorka Izagirre   | EUS    | + 0"       |

| # | Zawodnik         | Zespół | Czas        |
| - | ---------------- | ------ | ----------- |
| 1 | Andrew Talansky  | GRS    | 14h 39' 36" |
| 2 | Andrij Hrywko    | AST    | + 3"        |
| 3 | Davide Malacarne | EUC    | + 3"        |

### 4 etap - 07.03: Brioude > Saint-Vallier, 199,5 km
| # | Zawodnik         | Zespół | Czas       |
| - | ---------------- | ------ | ---------- |
| 1 | Michael Albasini | OGE    | 4h 55' 41" |
| 2 | Maksim Iglinski  | AST    | + 0"       |
| 3 | Peter Velits     | OPQ    | + 0"       |

| # | Zawodnik        | Zespół | Czas        |
| - | --------------- | ------ | ----------- |
| 1 | Andrew Talansky | GRS    | 19h 35' 17" |
| 2 | Andrij Hrywko   | AST    | + 3"        |
| 3 | Peter Velits    | OPQ    | + 4"        |

### 5 etap - 08.03: Châteauneuf-du-Pape > La Montagne de Lure, 176 km
| # | Zawodnik        | Zespół | Czas       |
| - | --------------- | ------ | ---------- |
| 1 | Richie Porte    | SKY    | 4h 50' 54" |
| 2 | Denis Mienszow  | KAT    | + 26"      |
| 3 | Andrew Talansky | GRS    | + 33"      |

| # | Zawodnik        | Zespół | Czas        |
| - | --------------- | ------ | ----------- |
| 1 | Richie Porte    | SKY    | 24h 26' 08" |
| 2 | Andrew Talansky | GRS    | + 32"       |
| 3 | Lieuwe Westra   | VCD    | + 42"       |

### 6 etap - 09.03: Manosque > Nicea, 220 km
| # | Zawodnik           | Zespół | Czas       |
| - | ------------------ | ------ | ---------- |
| 1 | Sylvain Chavanel   | OPQ    | 5h 14' 23" |
| 2 | Philippe Gilbert   | BMC    | + 0"       |
| 3 | Jose Joaquin Rojas | MOV    | + 0"       |

| # | Zawodnik         | Zespół | Czas        |
| - | ---------------- | ------ | ----------- |
| 1 | Richie Porte     | SKY    | 29h 40' 31" |
| 2 | Andrew Talansky  | GRS    | + 32"       |
| 3 | Sylvain Chavanel | OPQ    | + 41"       |

### 7 etap - 10.03: Nicea > Col d'Èze, 9,6 km
| # | Zawodnik        | Zespół | Czas    |
| - | --------------- | ------ | ------- |
| 1 | Richie Porte    | SKY    | 19' 16" |
| 2 | Andrew Talansky | GRS    | + 23"   |
| 3 | Nairo Quintana  | MOV    | + 27"   |

| # | Zawodnik               | Zespół | Czas        |
| - | ---------------------- | ------ | ----------- |
| 1 | Richie Porte           | SKY    | 29h 59' 47" |
| 2 | Andrew Talansky        | GRS    | + 55"       |
| 3 | Jean-Christophe Peraud | ALM    | + 1' 21"    |

## Liderzy klasyfikacji po etapach
| Etap                 | Zwycięzca            | Klasyfikacja generalna | Klasyfikacja punktowa | Klasyfikacja górska | Klasyfikacja młodzieżowa | Klasyfikacja drużynowa  |
| -------------------- | -------------------- | ---------------------- | --------------------- | ------------------- | ------------------------ | ----------------------- |
| Prolog               | Damien Gaudin        | Damien Gaudin          | Damien Gaudin         | -                   | Wilco Kelderman          | Omega Pharma-Quick Step |
| 1                    | Nacer Bouhanni       | Nacer Bouhanni         | Sylvain Chavanel      | Bert Lindeman       | Nacer Bouhanni           | Omega Pharma-Quick Step |
| 2                    | Marcel Kittel        | Elia Viviani           | Elia Viviani          | Bert Lindeman       | Elia Viviani             | Omega Pharma-Quick Step |
| 3                    | Andrew Talansky      | Andrew Talansky        | Elia Viviani          | Martijn Keizer      | Andrew Talansky          | Pro Team Astana         |
| 4                    | Michael Albasini     | Andrew Talansky        | Elia Viviani          | Johann Tschopp      | Andrew Talansky          | Pro Team Astana         |
| 5                    | Richie Porte         | Richie Porte           | Andrew Talansky       | Johann Tschopp      | Andrew Talansky          | Team Katusha            |
| 6                    | Sylvain Chavanel     | Richie Porte           | Sylvain Chavanel      | Johann Tschopp      | Andrew Talansky          | Team Katusha            |
| 7                    | Richie Porte         | Richie Porte           | Sylvain Chavanel      | Johann Tschopp      | Andrew Talansky          | Team Katusha            |
| Klasyfikacja końcowa | Klasyfikacja końcowa | Richie Porte           | Sylvain Chavanel      | Johann Tschopp      | Andrew Talansky          | Team Katusha            |

## Klasyfikacje końcowe

### Klasyfikacja generalna
|    | Zawodnik               | Zespół                  | Czas        |
| -- | ---------------------- | ----------------------- | ----------- |
| 1  | Richie Porte           | Sky Procycling          | 29h 59′ 47″ |
| 2  | Andrew Talansky        | Garmin-Sharp            | + 55"       |
| 3  | Jean-Christophe Peraud | Ag2r-La Mondiale        | + 1' 21     |
| 4  | Tejay van Garderen     | BMC Racing Team         | + 1' 44"    |
| 5  | Sylvain Chavanel       | Omega Pharma-Quick Step | + 1' 47"    |
| 6  | Simon Spilak           | Team Katusha            | + 1' 48"    |
| 7  | Diego Ulissi           | Lampre-Merida           | + 1' 54"    |
| 8  | Lieuwe Westra          | Vacansoleil-DCM         | + 2' 17"    |
| 9  | Andreas Klöden         | RadioShack-Leopard      | + 2' 22"    |
| 10 | Peter Velits           | Omega Pharma-Quick Step | + 2' 28"    |

|    | Zawodnik           | Zespół                  | Punkty |
| -- | ------------------ | ----------------------- | ------ |
| 1  | Sylvain Chavanel   | Omega Pharma-Quick Step | 88     |
| 2  | Andrew Talansky    | Garmin-Sharp            | 83     |
| 3  | Richie Porte       | Sky Procycling          | 68     |
| 4  | Borut Bozic        | Pro Team Astana         | 60     |
| 5  | Elia Viviani       | Cannondale              | 55     |
| 6  | Diego Ulissi       | Lampre-Merida           | 55     |
| 7  | Peter Velits       | Omega Pharma-Quick Step | 50     |
| 8  | Lieuwe Westra      | Vacansoleil-DCM         | 46     |
| 9  | Jose Joaquin Rojas | Movistar Team           | 46     |
| 10 | Tejay van Garderen | BMC Racing Team         | 43     |

|    | Zawodnik          | Zespół             | Punkty |
| -- | ----------------- | ------------------ | ------ |
| 1  | Johann Tschopp    | IAM Cycling        | 64     |
| 2  | Richie Porte      | Sky Procycling     | 27     |
| 3  | Thierry Hupond    | Argos-Shimano      | 24     |
| 4  | Thomas Voeckler   | Team Europcar      | 17     |
| 5  | Cyril Lemonie     | Sojasun            | 14     |
| 6  | Andrew Talansky   | Garmin-Sharp       | 14     |
| 7  | Egor Silin        | Team Katusha       | 13     |
| 8  | Arnold Jeannesson | FDJ                | 11     |
| 9  | Simon Clarke      | Orica-GreenEDGE    | 11     |
| 10 | Jens Voigt        | RadioShack-Leopard | 11     |

|    | Zawodnik           | Zespół             | Czas        |
| -- | ------------------ | ------------------ | ----------- |
| 1  | Andrew Talansky    | Garmin-Sharp       | 30h 00′ 42″ |
| 2  | Tejay van Garderen | BMC Racing Team    | + 49"       |
| 3  | Diego Ulissi       | Lampre-Merida      | + 59"       |
| 4  | Nairo Quintana     | Movistar Team      | + 2' 25"    |
| 5  | Romain Bardet      | Ag2r-La Mondiale   | + 6' 13"    |
| 6  | Dominik Nerz       | Cannondale         | + 13' 33"   |
| 7  | Egor Silin         | Team Katusha       | + 13' 42"   |
| 8  | Tony Gallopin      | RadioShack-Leopard | + 15' 48"   |
| 9  | Daniele Ratto      | Cannondale         | + 18' 13"   |
| 10 | Jon Izagirre       | Euskaltel-Euskadi  | + 22' 41"   |

|    | Zespół                  | Czas        |
| -- | ----------------------- | ----------- |
| 1  | Team Katusha            | 90h 06′ 49″ |
| 2  | Ag2r-La Mondiale        | + 1' 23"    |
| 3  | RadioShack-Leopard      | + 3' 38"    |
| 4  | Pro Team Astana         | + 3' 40"    |
| 5  | Cofidis                 | + 4' 25"    |
| 6  | Omega Pharma-Quick Step | + 6' 08"    |
| 7  | BMC Racing Team         | + 8' 57"    |
| 8  | Sky Procycling          | + 14' 52"   |
| 9  | Team Saxo-Tinkoff       | + 23' 28"   |
| 10 | Euskaltel-Euskadi       | + 35' 29"   |